# 가와니시촌 (도쿠시마현)
가와니시촌(川西村)은 도쿠시마현 가이후군에 있던 촌이다. 현재의 가이난정의 중부에 해당한다.

## 역사
- 1889년 10월 1일 - 정촌제 시행에 의해 8촌의 구역으로 성립하였다
- 1955년 3월 31일- 도모오쿠정과 합병해 가이후정이 성립, 동일 가와니시촌은 폐지되었다.

## 교통

### 도로
- 국도 제193호선

## 참고문헌
- 『角川日本地名大辞典 36 徳島県』